# Walter Schmald
Walter Schmald, né le 21 août 1917 à Saint-Vith et mort le 22 août 1944 à Lascaux (France), était un membre du Sicherheitsdienst qui a participé au massacre de Tulle commis le 9 juin 1944 par des membres de la 2e Panzerdivision SS Das Reich. Responsable de la sélection des victimes civiles vouées à la pendaison, il est un bourreau aux mains propres qui n'a tué personne ce jour-là, mais dont la visibilité dans le processus de sélection l'a désigné à la vindicte de la population et a amené à surestimer son rôle dans le drame. 

## L’enfance et la jeunesse: 1917-1940

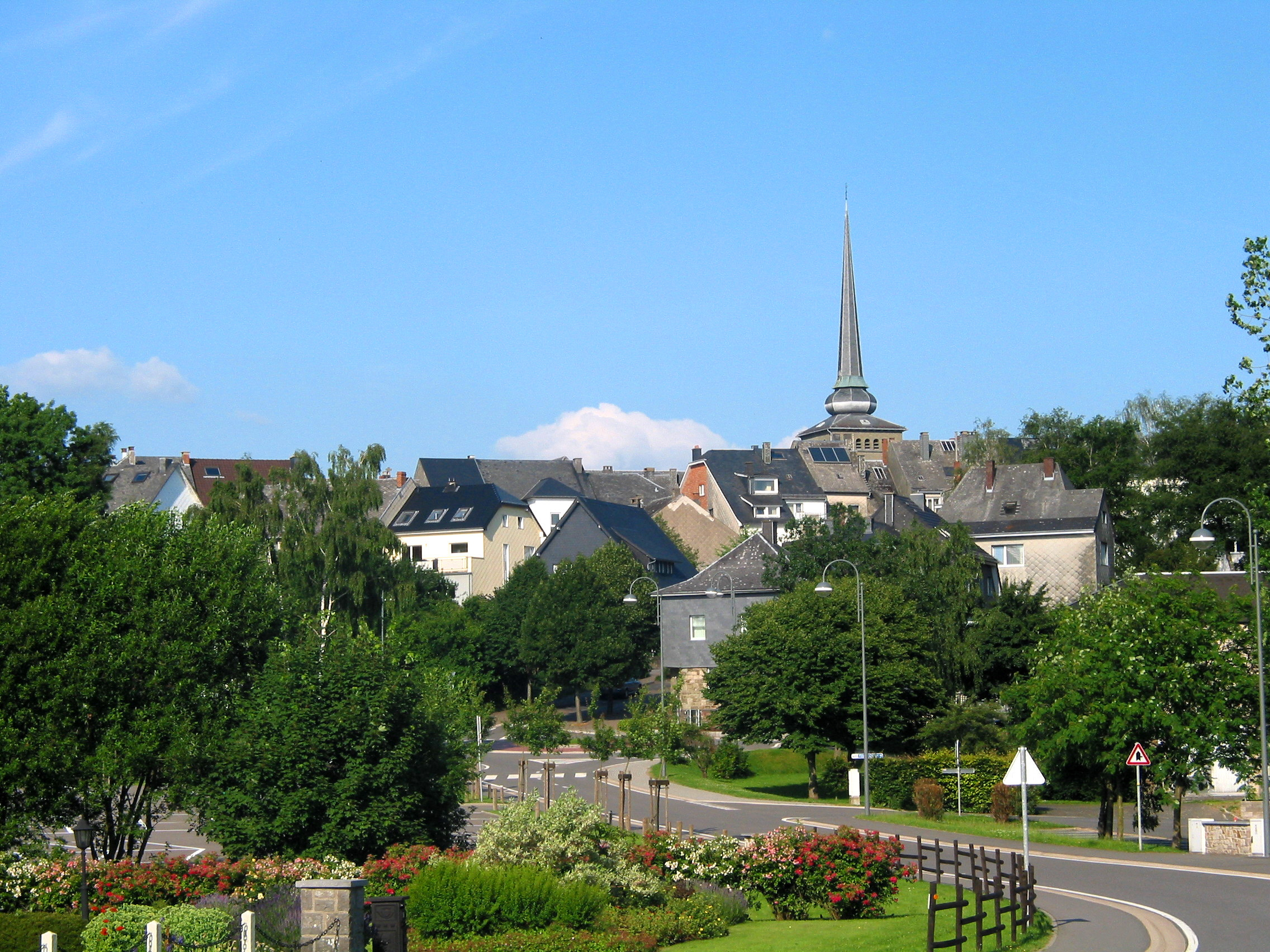
Vue de Saint-Vith

Walter Schmald voit le jour à Saint-Vith, qui fait alors partie du territoire de l’Allemagne, le 21 août 1917. Il est le fils aîné d’Emil Schmald, mécanicien et de confession protestante, et de Thérèse Hilger, de religion catholique. Son père exploite un garage de réparation automobile et une entreprise de transport à Adenau, dans l’Eifel, où la famille s’installe en avril 1921 et où naît le frère cadet de Walter, Ewald, le 6 juin de la même année. Thérèse Schmald-Hilger retourne s’installer à Saint-Vith, incorporé de facto à la Belgique à la suite du traité de Versailles de 1919, avec ses deux fils, à la fin des études primaires de Walter, vers 1923 ; elle y travaille dans l’atelier de couture et de confection de sa sœur, Agnès Hilger. Cette séparation résulte vraisemblablement d’une mésentente entre les époux.
Après le rattachement officiel des cantons de l'Est à la Belgique, en 1925, Thérèse et ses deux enfants gardent la nationalité allemande. Walter Schmald poursuit ses études secondaires à Saint-Vith, tout d’abord, pendant deux ans, à la Höhere Knabenschule St-Vith, puis, après la transformation de celle-ci en collège épiscopal, à l’Athénée royal de Malmedy, où il est inscrit dans la section française avec l’allemand comme seconde langue. Il termine ses humanité en 1935. De cette période, Walter Schmald laisse le souvenir d’un adolescent profondément catholique qui fréquente assidûment la messe matinale, d’un jeune homme affable, gentil, timide avec les filles et sans engagement connu dans les milieux nationalistes ou nationaux-socialistes.
À l’automne 1935, Walter Schmald entame des études de médecine pharmaceutique à l’Université catholique de Louvain, en résidant chez sa tante, Magdalena Hilger, à Bruxelles. Après un échec en première candidature de pharmacie et de mathématiques, il réussit les deux candidatures en pharmacie puis les deux premières années de médecine pharmaceutique. Membre de l’organisation estudiantine Eumavia qui regroupe les étudiants originaires des cantons de l’est et se fixe comme objectif de les aider à « cultiver la langue maternelle ainsi que le caractère et les mœurs patrimoniaux » et de les « préserver de disparaître complètement dans la masse des étudiants », Schmald ne participe que rarement aux activités de cette association : il est considéré comme pro-allemand, sans afficher un réel engagement et sans affiliation à une organisation pro-allemande ou nazie, contrairement à son frère cadet, qui s'engage dans la Jeunesse hitlérienne et à son père qui demande son affiliation au parti nazi en juillet 1939 et l'obtient le premier novembre de la même année.
Selon l'une de ses cousines, Walter Schmald se rend ensuite à Cologne où il est possible qu’il ait suivi des cours à l’université pour terminer sa troisième année de pharmacie et décrocher son diplôme de pharmacien.

## L’engagement au SD: 1940-1944
Walter Schmald s'est probablement enrôlé au cours de l'été 1941. Schmald arrive à Paris à cette époque, avec le grade de Sonderführer, attribué d'office aux interprètes. D'après un témoin, Erna Pere, Schmald est interprète dans les services de l'Abwehr et est en poste à Angers et à Périgueux en 1941. Malade, il est hospitalisé à Saint-Vith, où sa présence est attestée fin octobre 41.
Schmald quitte l' Abwehr en 1943. Il est repris comme membre du Sicherheitsdienst dans une liste des effectifs de la 8e compagnie du 95e régiment de sécurité, cantonnée à Brive et à Tulle en juillet 1944.

## Le massacre de Tulle: juin 1944
Réfugié dans une cave, Walter Schmald (surnommé « le Bossu » en raison d'une malformation de la colonne vertébrale) échappe aux combats de la libération de Tulle par la Résistance, 
de Jacques Chapou, les 7 et 8 juin 1944. Il est vraisemblablement le seul survivant de la section locale du SIPO-SD, dont neuf membres sont fusillés par les maquisards au cimetière du Puy Saint-Clair après la reddition des troupes allemandes retranchées dans l'école normale. Il réapparaît au cours de la matinée du 9 juin, après la rafle des hommes et alors que ceux-ci sont rassemblés dans la cour de la manufacture d'armes. « Vêtu d'une immense capote effrangée, verdâtre, portant des chaussettes vertes dans de gros souliers de troupe, la mine basse, chafouine, le dos voûté au point que les prisonniers l'appelèrent tout de suite « le bossu », il fouinait tel un chien de chasse entre les rangs » ; « Longs cheveux blonds avec des reflets fauves et ramenés en arrière, le visage rasé, teint mat, de 30 ans environ, yeux toujours demi-fermés pour mieux voir, et surtout la demi-lèvre supérieure droite toujours relevée, comme gonflée de venin, il parlait peu, questionnait beaucoup, ne marquant de déférence pour aucune autorité. Son accoutrement était des plus cocasses. Une immense capote, très ample, frangée sur les bords, comme celle dont on affuble les réservistes, sans écusson, sans insigne, sans autre marque que celle des SS sur le bras droit. »

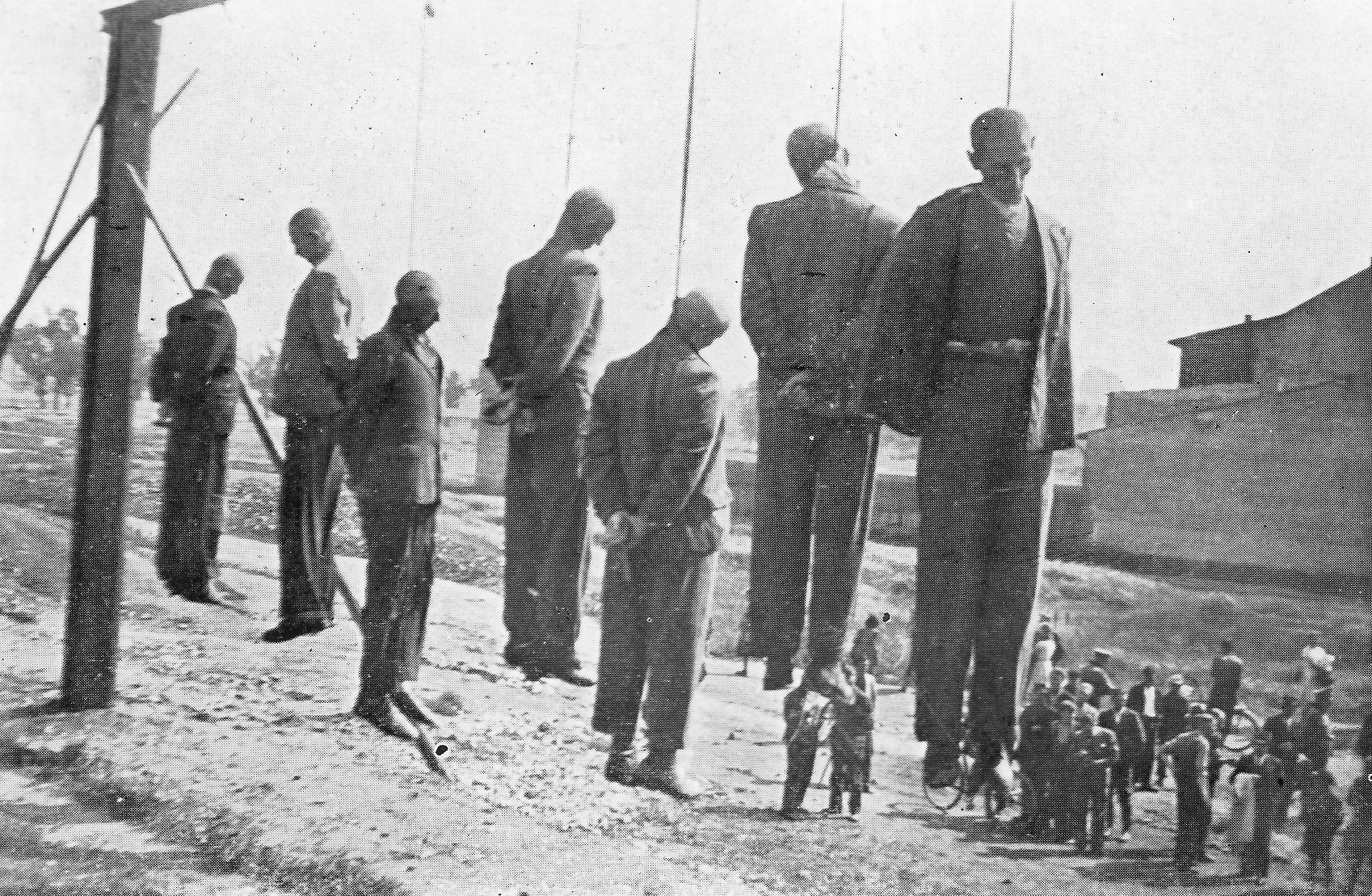
Pendaison par les Allemands à Plaszow-Pokocim (Pologne), le 26 juin 1942

Si Schmald n'a pas pris part à la decision de pendre une centaine d'habitants de Tulle, il est le principal responsable de la sélection des prisonniers voués à la mort. Ce tri est effectué sans interrogatoire, sur des indices d'appartenance au maquis aussi douteux que des chaussures mal cirées ou le fait que certains prisonniers ne soient pas rasés. Après avoir constitué deux groupes de soixante victimes, Schmald veille à ce que ce nombre ne soit pas réduit : dès que les autorités civiles de Tulle obtiennent la libération d'un des futurs suppliciés, il désigne un remplaçant parmi les prisonniers jusque-là épargnés. Après que 90 hommes ont été pendus, et alors qu'un nouveau groupe de treize habitants est envoyé au supplice, Schmald est interpellé par le chanoine Jean Espinasse, qui arrive à le convaincre d'extraire quatre personnes du groupe voué à la mort mais également de mettre fin aux exécutions après 99 morts. Le succès de l'intervention du chanoine Espinasse est en partie dû au fait que les principaux officiers de la 2e panzerdivision SS Das Reich avaient à ce moment déjà quitté Tulle. Quant aux motivations de Schmald, elles restent ambiguës : pour Jacques Delarue, le choix de Schmald fut sans doute en partie motivé par l'appel à sa foi chrétienne de la part du chanoine, mais aussi et surtout « par la fin prochaine d'une guerre perdue et les actions judiciaires qu'entraînerait la défaite. » Schmald participe également à la sélection des hommes qui seront déportés en camp de concentration, dans la matinée du 10 juin.

## La fin
Le 22 août 1944, il est fusillé par un peloton de gendarmerie au lieu-dit la Vialle, sur le territoire de la commune de Lascaux. Pour J.J. Fouché et G. Beaubatie, l'intervention de gendarmes donne un caractère officiel à cette exécution, elle signifie que Schmald n'a pas été châtié à la sauvette mais par la force publique. Toujours selon les mêmes auteurs, la rapidité avec laquelle Schmald fut exécuté provient à la fois de la crainte d'un retour des troupes allemandes mais aussi de la rivalité opposant FTP et Armée secrète, cette dernière se donnant « ainsi le rôle du justicier, rétablissant l'ordre perturbé par une malheureuse initiative de ses concurrents. »